# Turbessel
Tilbeşar (in arabo تل باشر‎?, Tall Bāshir) è una fortezza medievale della Turchia sud-orientale.
Fece parte dell'Impero bizantino, ma cadde sotto il controllo dei signori armeni locali nel tardo XI secolo.
In seguito fu una delle maggiori fortificazioni della crociata Contea di Edessa.
Dopo la conquista di Edessa da parte di Zangi, divenne la principale città di ciò che rimaneva della contea, fino al 1150, quando fu venduta all'Imperatore Manuele I Comneno.  
Dopo pochi mesi cadde nelle mani del turco musulmano Nūr al-Dīn (Norandino), figlio di Zangi.